# You’ve Come a Long Way, Baby
You’ve Come a Long Way, Baby (с англ. — «Ты проделала долгий путь, детка») — второй студийный альбом Fatboy Slim, выпущенный в 1998 году. Самой знаменитой композицией альбома стала песня «The Rockafeller Skank» (также известная как «The Funk Soul Brother»).
По версии портала Vice альбом занимает 4-ю строчку в списке «99 лучших танцевальных альбомов всех времён».
В США альбом получил ярлык «Родительский надзор» из-за встречаемого нецензурного слова в песне «In Heaven», в которой DJ Freddy Fresh повторял слово «fucking» 105 раз. Композиция была переименована и переозвучена в «In Heaven» для чистой версии альбома.

## Список композиций
1. Right Here, Right Now (Fatboy Slim, Peters, Walsh) — 6:27
2. The Rockafeller Skank (Barry, Fatboy Slim, Terry) — 6:53
3. In Heaven (Fatboy Slim) — 3:54
4. Gangster Tripping (Davis, Dust Junkys, Fatboy Slim) — 5:20
5. Build It Up, Tear It Down (Fatboy Slim) — 5:05
6. Kalifornia (Fatboy Slim, Mr. Natural) — 5:53
7. Soul Surfing (Fatboy Slim, Nelson, Smith) — 4:56
8. You’re Not from Brighton (Fatboy Slim) — 5:20
9. Praise You (Fatboy Slim, Yarbrough) — 5:23
10. Love Island (Fatboy Slim) — 5:18
11. Acid 8000 (Fatboy Slim) — 7:28

### Бонусный диск
1. Everybody Needs a Carnival (Radio Edit)
2. Michael Jackson
3. Next to Nothing
4. Es Paradis